# Kupola (Vysoké Tatry)
Kupola je první vrchol v hřebeni, který se odpojuje z Východní Vysoké na jihovýchod. Je poměrně často navštěvovaná, nachází se nedaleko turistické značky z Polského hřebene na Východní Vysokou. Nabízí krásný výhled.

## Topografie
Na jihovýchod klesají svahy do Velické doliny, na sever a severovýchod spadá stěnami do Velké Studené doliny. Od Východní Vysoké ji odděluje Studené sedlo, od Vesterovho štítu Sedlo pod kupolí. Obě sedla jsou dostupná také přímo z Velické doliny, I, pouze s horským vůdcem.

## Několik horolezeckých výstupů
- 1934 – Prvovýstup J. Kacian, J. Sawicki a Š. Zamkovského levou částí Severní stěny, V.
- 1956 – Prvovýstup I. Bajo a B. Hanzel, středem Severní stěny, V-VI.

K nejtěžším výstupem patří: "Orolínová cesta," 7+ a "Nebeští jezdci," 8-.

## Galerie

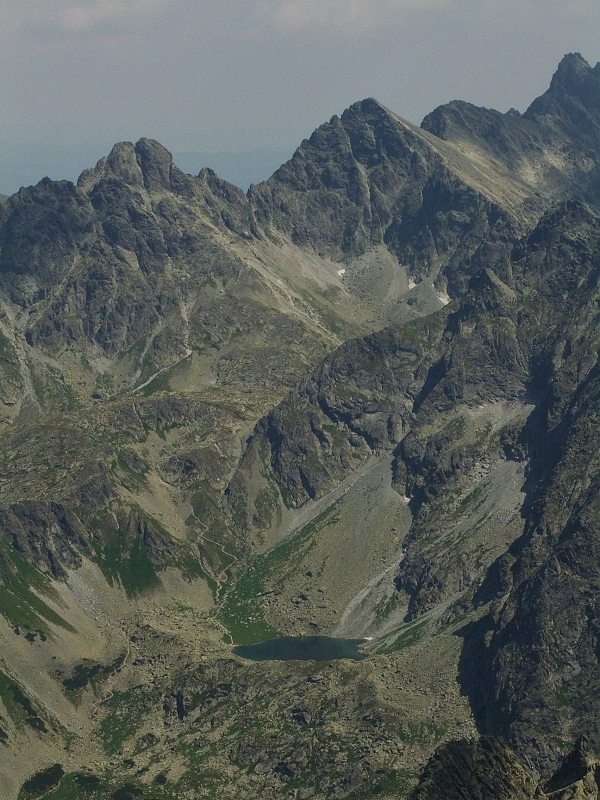
Zleva Divá veža, Východná Vysoká, Kupola a Bradavica.
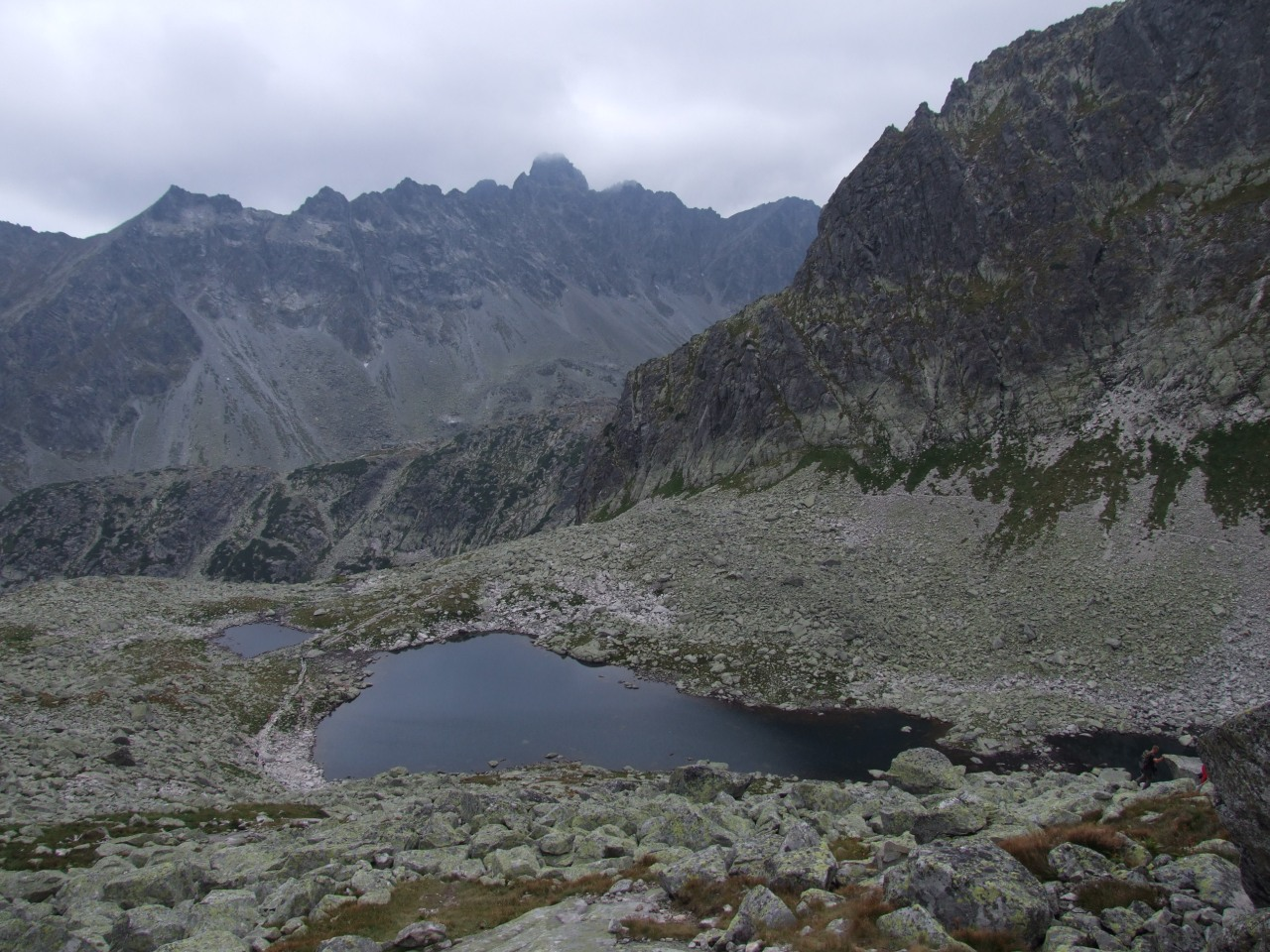
Bradavica, Kupola částečně zakrytá Streleckou veží.